# Болдов, Лев Роальдович
Лев Роальдович Болдов (17 июля 1969, Москва — 19 февраля 2015, Ялта) — российский поэт, музыкант и исполнитель авторской песни. Лауреат первого Международного литературного Волошинского конкурса (2003) и премии «Эврика» (2008). Автор восьми поэтических сборников. Член Южнорусского Союза писателей и Союза писателей Москвы.

## Биография
Лев Болдов родился в 1969 году в семье инженеров. Окончил школу № 600 НИИ ХВ АПН СССР, где уже писал стихи, достойные взрослых поэтов. Закончил Московский институт инженеров транспорта по специальности «прикладная математика». Развивал поэтический дар в студенческие годы. В разное время печатался на страницах различных литературных журналов: «Кольцо „А“», «Литературная учёба», «Культура и время», «Радуга» (Киев), «Русский переплёт», «Колокол» (Лондон), «Гостиная» (США). Сам относил своё творчество к Мистическому реализму. Долгое время жил в Харькове, часто бывал в Крыму. Работал учителем математики, редактором, журналистом. Участвовал в первом совещании молодых писателей Москвы в Переделкино, международных литературно-образовательных чтениях в Гданьске — Сопоте и других фестивалях и литературных слётах.

## Общественная жизнь и взгляды

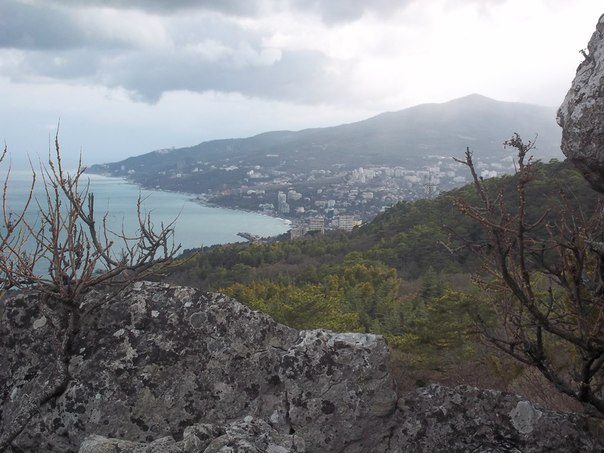
В Ялте Лев Болдов жил в последнее время

Поэт Александр Карпенко назвал Болдова — кочевником по натуре. Для него и Москва, и Харьков, и Крым были родиной. По словам Карпенко, Болдов очень любил русскую историю, считал, что в ней не должно быть замалчиваний и «выпячивания одних исторических личностей в ущерб другим»:
… В своих стихах он всех посмертно реабилитирует — и красных, и белых. Что само по себе достаточно революционно…
В другой статье Карпенко пишет, что Болдов выступает за многомерную историческую справедливость, а его поэзию он наделяет способностью магически завораживать силой его любви к своим героям. Там же он приводит строчки из стихотворения Болдова об осени, замечая, что «Болдовская осень — совсем не чета Болдинской».
Накануне вооружённого конфликта на востоке Украины написал стихотворение «Майдан».

## Критика и признание
Многие стихи Льва Болдова положены на музыку и исполняются бардами: Виктором Поповым, Ириной Ракиной, Александром Супруном, Александром Ефремовым, Юрием Козыревым, Ксенией Полтевой, Всеволодом Арциновичем, Александром Карпенко, Татьяной и Муратом Елекоевыми (дуэт «АкваЛибра») и другими. О творчестве поэта хорошо отзывались Римма Казакова, Кирилл Ковальджи, Татьяна Кузовлева, Лев Аннинский, Александр Кушнер.
Евгения Красноярова из Одессы в своём критическом обзоре отметила, что в поэзии Болдова нет ни прошлого, ни будущего, ни настоящего, а сам поэт способен увидеть то, что не могут с ним рядом стоящие. В той же статье она пишет:
 Слово для Болдова — не просто средство для передачи мыслей и чувств. Это ключ для отпирания тех дверей, за которыми вербальные ряды перевоплощаются — в жизнь. Текст исчезает, исчезают тропы и интонации, для того, чтобы остался неразрушимый огнём и временем сплав — стиха
Лев Аннинский в поэзии Болдова нашёл чёткость «классического» стиха и острое чувство меняющейся современности:
Он и не надеется судьбу переспорить. Он своей судьбе верен. И это делает его настоящим поэтом

## Отзывы
У Льва была настоятельная потребность читать свои стихи везде, где только была такая возможность — в гостях, кафе, столовых, литсалонах. Он был настолько «заряжен» на исполнение своих произведений, что использовал любую возможность, чтобы почитать. Конечно, его об этом просили, сам он никогда не согласился бы солировать без приглашения. Он отдавал при чтении такой колоссальный сгусток своей речевой и ментальной энергии, что слушателям всё время прозвучавших стихов было мало, и они требовали ещё и ещё.— Александр Карпенко

## Память
19 февраля 2015 года, после тяжелой болезни, в возрасте 45 лет Лев Болдов умер в Ялте, где и похоронен на Старом кладбище. Многие друзья и близкие поэта отметили, что Болдов предсказал свою смерть в Крыму. Наталья Баженова и Лола Звонарёва об этом написали так: «Он, как мог, приближал свой уход, сидя «на кухне с фигою в кармане, с оплаченной путёвкой в небеса». Они же подметили, что автор предсказал в своих стихах и диагноз своей смерти: «И орлом становится цирроз, Прометею выклевавший печень»
Памятные вечера в его честь прошли в городах Крыма и в Москве. XIII Международный литературный Волошинский конкурс, лауреатом которого поэт стал в 2003 году, был посвящён памяти Льва Болдова. Ялтинский музыкально-поэтический фестиваль «Ялос» также учредил специальный приз имени Болдова.
На Седьмом международном литературно-художественном фестивале «Русские мифы» имени Юрия Дружникова поэт награждён (посмертно) дипломом за большой творческий вклад в отечественную культуру.

## Книги
- Грань (1993)
- У Времени в тени (1997)
- Рубикон (1999)
- Серебряная нить (2003)
- Транзитный пассажир (2006)
- Секретный фарватер (2009)
- Солнечное сплетение (2013, доп. тираж 2014)
- Полёт (2015: издана посмертно)